# Cremosperma
Cremosperma, rod gesnerijevki smješten u podtribus Besleriinae, dio tribusa Beslerieae, potporodica Gesnerioideae. To su sitne kopnene ili epifitske višegodišnje zeljaste biljke, s 20 do 25 vrsta. One rastu na mokrom humusu ili mahovini na padinama, stijenama ili s mahovinom na drveću, obično na višim nadmorskim visinama. Rasprostranjen je od Anda u Peruu do Paname.

## Etimologija
Izvedeno iz grčkog κρεμαννυμι, kremannymi = objesiti, i σπερμα, sperma = sjeme, odnosi se na sjemenke koje vise na dugačkom funikulusu.

## Opis
Sitne kopnene ili epifitske višegodišnje biljke. Stabljike meke drvenaste, kratke, uspravne, uzlazne ili puzave. Listovi nasuprotni ili rijetko na pršljenima, jednako do jako anizofilni, peteljkasti, cjeloviti ili urezani. Cvatovi malobrojni, izlaze iz gornjih pazušaca listova, štitasti ili glavičaste cime, obično duži od lišća. Cvjetovi mali, obično s kratkim peteljkama. Čaška s često 10-strukom cijevi, režnjevi kratki. Vjenčić malen (2 cm ili manje), žut, bijel ili crvenkast, povremeno pjegav; cijev ± uspravna u čašci, cilindrična do ljevkasta. Prašnika 4, didinamski; niti prirasle do sredine cjevčice vjenčića. Nektarij prstenasti ili poluprstenasti. Jajnik gornji. Plod je okruglasta, opnasta čahura, koja se nepravilno odvaja.

## Vrste
1. Cremosperma anisophyllum J.L.Clark & L.E.Skog
2. Cremosperma auriculatum C.V.Morton
3. Cremosperma castroanum C.V.Morton
4. Cremosperma colonense L.E.Skog, Barrie & McPherson
5. Cremosperma congruens C.V.Morton
6. Cremosperma cotejense C.V.Morton
7. Cremosperma ecuadoranum L.P.Kvist & L.E.Skog
8. Cremosperma filicifolium L.P.Kvist & L.E.Skog
9. Cremosperma hirsutissimum Benth.
10. Cremosperma humidum L.P.Kvist & L.E.Skog
11. Cremosperma ignotum C.V.Morton
12. Cremosperma inversum B.R.Keener & J.L.Clark
13. Cremosperma jucundum C.V.Morton
14. Cremosperma maculatum L.E.Skog
15. Cremosperma micropecten Fern.Alonso
16. Cremosperma muscicola L.P.Kvist & L.E.Skog
17. Cremosperma nobile C.V.Morton
18. Cremosperma occidentale Wiehler
19. Cremosperma parviflorum C.V.Morton
20. Cremosperma peruvianum L.E.Skog
21. Cremosperma pusillum C.V.Morton
22. Cremosperma reldioides L.P.Kvist & L.E.Skog
23. Cremosperma serratum C.V.Morton
24. Cremosperma sylvaticum C.V.Morton
25. Cremosperma veraguanum Wiehler
26. Cremosperma verticillatum J.L.Clark & B.R.Keener